# Йохан Лудвиг фон дер Асебург
Йохан Лудвиг фон дер Асебург (на немски: Johann Ludwig von der Asseburg; * 31 май 1685, Фалкенщайн; † 17 февруари 1732, Майздорф, част от Фалкенщайн) е благородник от род фон дер Асебург, господар на Майздорф, част от Фалкенщайн в Харц в Саксония-Анхалт, и пруски камерхер.

## Биография
Той е син на Йохан Хайнрих фон дер Асебург (* 4 ноември 1662, Фалкенщайн; † 21 юли 1689) и съпругата му Сибила Бригита фон дер Асебург (* 1656; † 6 април 1707, Майздорф), дъщеря на Лудвиг V фон дер Асебург, цу Шермке и Валхаузен (1611 – 1693) и Анна Катарина фон Ротшюц (1617 – 1669). Племенник е на Еразмус Августус фон дер Асебург (* 2 юни 1668; † 20 август 1728). Брат е на Катарина София фон дер Асебург (* 26 август 1686, Фалкенщайн; † 4 октомври 1780), омъжена за Левин Дитрих фон дер Шуленбург (1678 – 1743).
Йохан Лудвиг фон дер Асебург построява дворец Майздорф. Той умира на 46 години на 17 февруари 1732 г. в Майздорф и е погребан там.

## Фамилия
Йохан Лудвиг фон дер Асебург се жени на 28 януари 1708 г. в Апенбург за Анна Мария фон дер Шуленбург (* 22 юни 1681; † 29 юли 1738), сестра на Левин Дитрих фон дер Шуленбург (1678 – 1743), дъщеря на Дитрих Херман I фон дер Шуленбург (1638 – 1693) и фрайин Амалия фон дер Шуленбург (1643 – 1713). Те имат пет деца:
- Сибила Амалия фон дер Асебург (* 5 ноември 1708, Майздорф; † 21 ноември 1779, Бланкенбург)

- Хенриета Катарина фон дер Асебург (* 21 септември 1710, Майздорф; † 7 януари 1776, Берлин), омъжена за Бусо Лудвиг фон дер Асебург (* 19 април 1700; † пр. 17 юни 1756), син на Фридрих Аше фон дер Асебург (1653/1654 - 1720)
- Карл Хайнрих Дитрих фон дер Асебург (* 1 май 1711, Майздорф; † 29 октомври 1749, Потсдам)
- Вернер Фридрих Лудвиг фон дер Асебург (* 2 юни 1717, Майздорф; † 3 декември 1755, Бланкенбург), женен за Вилхелмина
- Ахац Фердинанд фон дер Асебург (* 20 юли 1721, Майздорф; † 13 март 1797, Брауншвайг), господар на Майздорф и Фалкенщайн, дипломат, женен на 8 октомври 1777 г. във Волфсбург за графиня Анна Мария фон дер Шуленбург (* 1 декември 1752, Волфенбютел; † 20 март 1820, Майздорф), дъщеря на граф Гебхард Вернер фон дер Шуленбург (1722 – 1788) и София Шарлота фон Велтхайм (1735 – 1793)